# Pistola semiautomatica

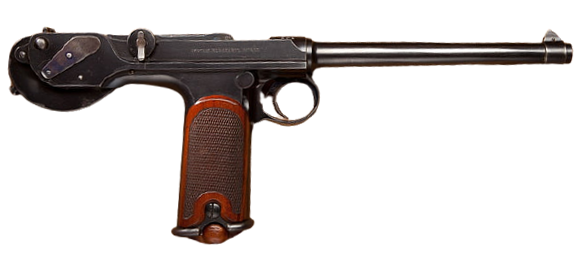
Una pistola autocaricante Brochardt C-93

Una pistola semiautomatica (o semiauto) è un tipo di pistola autocaricante a ripetizione manuale; cioè, una pistola con meccanismi di ricarica automatica dopo ogni colpo esploso, ma con un meccanismo di scatto (della ripetizione dei colpi) costituito per poter sparare solamente una pallottola ad ogni corsa completa del grilletto (pressione e rilascio).
Per differenza, la pistola automatica è analogamente una pistola autocaricante, ma a ripetizione automatica; ovvero, dopo ogni sparo si riarma automaticamente tramite i meccanismi di ricarica, ma poi spara automaticamente la cartuccia appena caricata, e così in modo ciclico, finché il grilletto rimane premuto e/o fino all'ultima cartuccia disponibile.

## Terminologia
Il termine semi-automatica è un termine coniato per sopperire al termine "automatic-pistol ", dato impropriamente ad alcune pistole semi-automatiche nel corso della storia, ed è composto da due significati di funzione differenti: "semi-" (derivato dal latino, significa ‘a metà, parzialmente’ o ‘quasi’) è riferito al tipo di scatto dell'arma, che è a ripetizione manuale e non automatica, mentre "automatica" è riferito al tipo di ricarica, e dove il termine più corretto è pistola autocaricante (selbstlader-pistole), che è il termine usato fin dagli albori dei primi progetti (anni 1890) di questa tipologia di pistole, e che continua ad essere la terminologia più corretta anche oggi. 

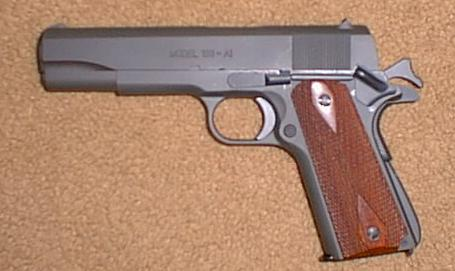
Una Colt Automatic Pistol, Caliber .45, Model 1911 o Colt M1911

È il termine "automatica" a trarre in inganno: la pistola autocaricante Colt M1911 (nella foto) è stata designata dalla U.S. Army come Automatic Pistol, Caliber .45, semplificando un po' troppo i passaggi logici del termine, che qui sono riferiti al solo meccanismo di ricarica dell'arma, ma che può generare un po' di confusione, poiché questa non è una pistola automatica.
La sostanziale differenza tra la pistola automatica e quella semi-automatica, è nella sola funzione dei meccanismi di scatto: la funzione "semi-auto" limita i colpi sparati a 1 (uno) per ogni pressione del grilletto (scatto a ripetizione manuale o singola), mentre la funzione "auto" apre la possibilità di sparare più colpi o tutti i colpi disponibili, in modo automatico e continuo (fino ad esaurimento) fino al termine della pressione sul grilletto (scatto a ripetizione automatica o consecutiva o a raffica).
Il meccanismo di ricarica dell'arma è lo stesso identico e rimane automatico (nel senso di automatizzato) in entrambe le tipologie di pistola (o di arma in generale, in quanto il principio e il significato non cambiano), ma ciò che cambia è il sistema di selezione dello scatto; ovvero, entrambe risultano pistole autocaricanti, ma la vera pistola automatica, è una pistola mitragliatrice che spara a raffica.
Alcuni modelli di pistola semiauto, vengono prodotti anche nella variante automatica, con i meccanismi di scatto per funzionare (anche) in modalità automatica, come ad esempio la versione 93R (mitra) della pistola Beretta 92. 

## Storia
Alla fine del 1800, intorno al 1885 fu costruita (probabilmente) la prima mitragliatrice autocaricante a ripetizione automatica della storia, la mitragliatrice Maxim. Da qui nacque l'idea di costruire anche le pistole autocaricanti ed iniziò la corsa. Qualche anno più avanti, una delle prime pistole semiauto (se non la prima) di discreta produzione e affidabilità, fu la tedesca Borchardt C-93 del 1893. 

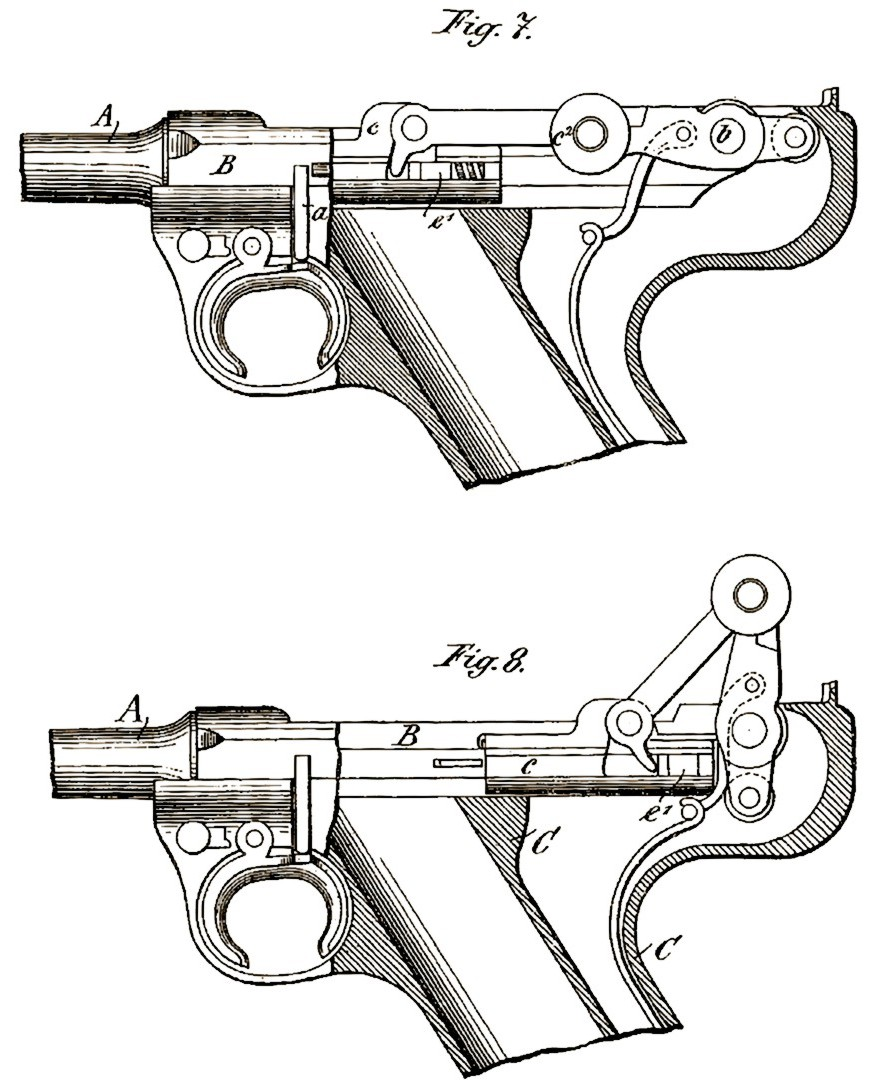
Schema del ginocchiello della Luger Parabellum, simile a quello della Borchardt C93

Usava lo stesso interessante meccanismo a ginocchiello (ma reverso) della Maxim, che fu poi utilizzato anche nella pistola Luger Parabellum (1897), e la potenzialità di queste armi autocaricanti, rispetto alle "più lente" pistole a tamburo, fu immediatamente constatata già nei primi test, nei vari conflitti dell'inizio Novecento e poi nelle due guerre mondiali. Alcune di queste prime pistole autocricanti (Mauser, Luger, ecc) furono allestite (per prova) anche con lo scatto a ripetizione automatica, ma risultarono tutte troppo veloci nello sparare la scorta di cartucce del proprio magazzino, per cui i progetti furono abbandonati. 
Negli anni prima della grande guerra, molte pistole semiautomatiche presero sempre più piede e vennero adottate dai più grandi eserciti del mondo. Tra le più conosciute, apprezzate e prodotte, si può ricordare la Luger Parabellum (dal 1897 e in tutte le sue versioni), la Browning-Colt M1911 (del 1911), le Walther PP e PPK (del 1929-31), la FN-Browning Hi-Power 35 (del 1935), la Walther P38 (del 1938), e poi tutte le pistole del secondo dopoguerra, come la Beretta 92 (dal 1972 e in tutte le versioni), la Glock 17 (del 1982 e le versioni successive), ecc. Molte di queste furono consegnate, come arma primaria, ai vari soldati senza fucile d'ordinanza in dotazione (come alcuni Artiglieri), e come arma da fianco, agli Ufficiali. Queste pistole d'ordinanza, fecero la storia delle due guerre mondiali e di altre guerre, come armi corte del XX secolo (o almeno di buona parte). 
Riguardo alle rivoltelle, che hanno comunque combattuto a fianco delle semiauto, possono essere ancora presenti in alcune forze di polizia, per vari motivi, anche economici o per usare munizioni molto potenti (es, cartucce Magnum), e/o per la semplicità dell'arma in sé o di estetica, ma ormai, la maggior parte degli eserciti del mondo, se non tutti, adotta ed usa solo pistole autocaricanti, come armi da fianco e tattiche.

## Descrizione
Il sistema di ricarica automatico di queste pistole, sfrutta l'energia dello sparo e della esplosione (sotto forma di espansione dei gas), che si trasforma in energia di rinculo applicata alla volata della canna e al bossolo che tende a retrocedere, spinto dalla stessa forza. Questa forza è impiegata attraverso vari tipi di meccanismi di recupero: c'è quello detto a massa battente (contraccolpo), usato per i calibri meno potenti fino al 9 Makarov (ad esempio), c'è il meccanismo a rinculo per i calibri più potenti a partire dal 9 Luger, e c'è anche il sistema a recupero dei gas, per le munizioni molto più potenti, come le cartucce "Magnum" e le "varie-maggiorate", tipo la .50 Action Express, ma che per ora è usata solo nella pistola Desert Eagle. 
La canna di queste armi è normalmente composta in un pezzo unico, che comprende la parte di canna vera e propria (anima), quella rigata e calibrata fino alla volata, che è atta a dirigere e lanciare il proiettile, e la parte iniziale detta camera di cartuccia, dove viene accolto il bossolo carico e da dove viene estratto scarico, per essere espulso dall'arma, come scarto del ciclo di funzionamento; la camera di cartuccia corrisponde anche alla camera di scoppio e siccome è aperta sul retro (culatta aperta), l'apertura e la chiusura della culatta, che tiene in camera il bossolo, che deve esplodere il colpo, è ottenuta dal otturatore (scorrevole in asse alla canna, in moto orizzontale), meccanizzato in vari modi, in base all'arma.

## Funzionamento

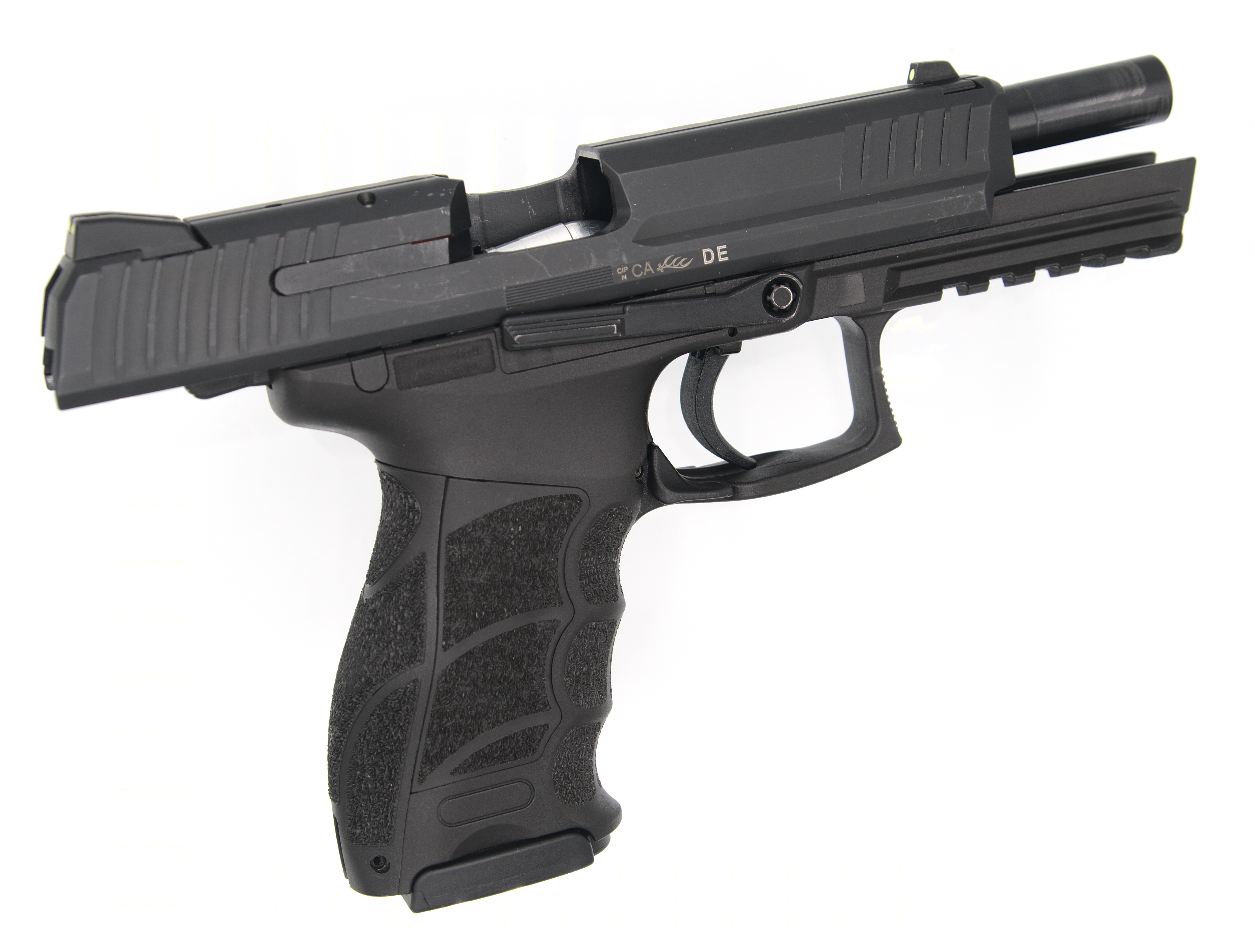
Pistola scarica aperta scarrellata

Maneggiando una pistola semiautomatica è sempre possibile non sapere se è carica, se c'è un colpo in canna e se ci sono colpi di riserva nel caricatore. Questo è un difetto importante di cui bisogna tener sempre conto, per la sicurezza d'uso, anche se in effetti sono stati escogitati vari sistemi per indicare l'eventuale colpo in camera. La pratica migliore per evitare eventuali danni a cose e persone, durante il maneggio di queste armi, è quello di seguire sempre la procedura di controllo sicura. Prima, bisogna estrarre il caricatore per verificare se è carico o scarico, se è carico lo si appoggia da qualche parte in sicurezza, se è scarico lo si rimonta sull'arma; secondo, bisogna scarrellare manualmente l'otturatore, aspettando che venga espulsa la cartuccia carica che era eventualmente rimasta in camera, oppure verificando che l'arma è completamente scarica e sicura. Se è scarica, e possiede il gancio di arresto per l'apertura del carrello (hold-open), l'arma dovrebbe essere rimasta con la culatta aperta (scarrellata). 
A questo punto, se inserito un caricatore pieno nell'arma, agire semplicemente sulla leva del blocco aperto (hold-open) rilascerà il carrello-otturatore che tornerà in chiusura spinto dalla molla di recupero, prelevando la prima cartuccia in cima al caricatore ed inserendola in camera. L'arma è ora armata e pronta a sparare. 
Lo sparo avviene grazie all'azione del grilletto e della catena di scatto, che può essere di varie tipologie, ma che sostanzialmente finirà con l'esercitare la spinta del percussore, contenuto nel blocco otturatore del carrello, che andrà ad urtare violentemente contro la capsula d'innesco della cartuccia, causando lo sparo. 
Sparato un colpo, il meccanismo della pistola inizia il ciclo di autocarica: l'otturatore si apre, espelle il bossolo scarico tramite l'estrattore (il quale aggancia il fondello della cartuccia, similmente ad un gancio), finisce di scarrellare, riarma il cane o il percussore, e tramite la molla di recupero, ritorna nella posizione di chiusura, camerando una nuova cartuccia prelevata dal magazzino. L'arma è di nuovo pronta a sparare. 
Questa modalità di azionamento permette un rateo di fuoco e un numero di cartucce, maggiori rispetto ad una rivoltella, ma è anche più a rischio di malfunzionamenti, a causa del complesso meccanismo che può causare inceppamenti. Alcuni inceppamenti tipici possono essere dovuti a munizioni caricate con dosi di polvere un po' basse, che possono non essere ottimali su alcune armi, tanto da impedirne il corretto ciclo per via dei bossoli esplosi che rimangono bloccati nella finestra di espulsione e impediscono lo sparo di ulteriori colpi. Altri inceppamenti possono essere dovuti alla mancata pulizia e/o lubrificazione dell'arma, malfunzionamento dell'elevatore o della molla del caricatore. Le pistole autocaricanti moderne (dal 1900) utilizzano un magazzino removibile posto all'interno dell'impugnatura, ad eccezione della Mauser C96, che aveva un serbatorio fisso di 10 cartucce, posto davanti al grilletto.

## Tipi di scatto

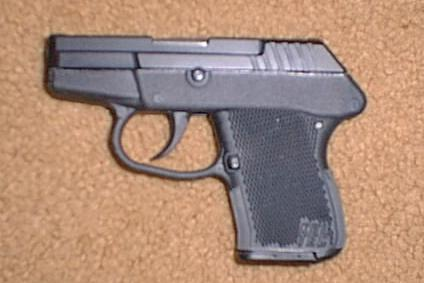
Una Kel-Tec P-32 ad azione esclusivamente doppia

Le pistole semiautomatiche si possono dividere tra quelle con scatto ad azione singola (Single Action, SA), quelle ad azione mista (singola e doppia, o Single Action/Double Action, SA/DA) e quelle ad azione esclusivamente doppia (Double Action Only, DAO).
Il meccanismo SA richiede che venga necessariamente armato il cane o l'otturatore, prima di poter sparare la prima cartuccia: tipicamente si arma durante l'arretramento manuale del carrello. Oppure si arma il cane manualmente in modo diretto usando il pollice, per esempio quando è già presente una cartuccia in camera di scoppio, ma era stato abbattuto il cane manualmente per motivi di sicurezza. Esempi di pistole famose ad azione singola, si può ricordare la Luger Parabellum e la Browning-Colt M1911.
Il meccanismo SA/DA (azione mista) è prevalente nella maggior parte delle pistole moderne (progettate dopo il 1950), come la Beretta 92, ma anche in alcune più retrò come le Walther PP/PPK e P38, nelle quali il cane può essere tirato indietro a mano, oppure azionando il grilletto; favorendo così, nel primo caso (SA) la precisione (poiché in una pistola DA, tirare il grilletto senza il cane armato, richiede una forza doppia del normale) e nel secondo (DA) la velocità. Le pistole di questo tipo possono essere portate armate pronte per sparare, ma con il cane abbassato.
Il meccanismo DAO è usato oggi in qualche pistola, nella quale per armare il cane basta tirare il grilletto; spesso queste pistole hanno cane interno per maggiore sicurezza. Le DAO sono soprattutto armi da difesa personale, con cartucce poco potenti, la cui precisione è meno importante della velocità di utilizzo.